# 葉意深
葉意深（？—？），字曼卿，為中國清朝官員，浙江慈溪人。

## 生平
舉人出身的葉意深於1889年（光緒十五年）接替李淦擔任台灣府淡水縣知縣一職，是該縣的地方父母官。1892年調署新竹知縣，1895年，則轉任臺灣縣知縣，是年，因福建台灣省遭清朝割讓予日本，他奉旨內渡。1898年（光緒二十四年）補江蘇金匱（今無錫）知縣。